# 大町知廣
大町知廣（日语：／ Ōmachi Tomohiro，1992年10月26日—）是日本的男性配音員。

## 簡介
2018年，閃電十一人 獵戶座的刻印出現的一星充/一星光一起扮演電視動畫的第一主角。

## 人物
特殊技能和愛好是歌舞伎、滑雪板、电子竞技、唱歌、駕駛。
從小時候起，大町有時會害怕母親。

## 演出作品
※粗體字表示說明飾演的主要角色。

### 電視動畫
2014年
- 吃豆人的可怕冒險

2016年
- DAYS（實況）

2017年
- 青春歌舞伎（成員、男學生、體育教師、圓屋）
- 龍族拼圖X（公會龍喚士）
- 夢幻慶典! R（四天王）

2018年
- 偶像學園Friends！（工作人員）
- 我的英雄學院 第3期（站員、黑幫虎鯨的幫手）
- 龍族拼圖（少年）
- 閃電十一人 獵戶座的刻印（一星充／一星光）

2019年
- 海螺小姐（新人御用聞き、洗衣店的青年）
- 進擊的巨人 第3期（新兵）
- 刀劍神域 Alicization War of Underworld（何布雷・辛賽西斯・推尼席克斯）
- 夢幻之星Online2 EPISODE ORACLE（ARKS）
- 我的英雄學院 第4期
- 花牌情緣3（客人）

2020年
- 海螺小姐（安藤）
- 花牌情緣3（東大生）

2021年
- 歌劇少女！！（歌舞伎演員）
- 急戰5秒殊死鬥（原奴隷、間諜）
- 吸血鬼馬上死（亞當[4]）

2023年
- 成為悲劇元兇的最強異端，最後頭目女王為了人民犧牲奉獻（衛兵、漢涅斯、騎士、男性）
- 蠟筆小新（男性）
- 戰鬥陀螺 X（左葉原理）
- 『催眠麥克風-Division Rap Battle-』Rhyme Anima +（猿橋）
- 忍者亂太郎（野盗）

2024年
- 膽大黨（男學生1）

### 電影動畫
- 劇場版 進擊的巨人 後編〜自由的翅膀〜（2015年、訓練士兵 他）

### 遊戲
2018年
2019年
寶可夢大師(卡奇)

## 腳註

## 外部連結
- 賢Production公式官網的聲優簡介 （日語）
- 大町知廣的X（前Twitter）